# チョイスル島
チョイスル島（チョイスルとう、Choiseul Island）はソロモン諸島の北部に位置する島。別称チョイセル島、ショアズール島、ショワズール島。

## 概要
島は南東から北西に向かって細長い形をしている。南東にサンタイサベル島、北西にブーゲンビル島、南にはニュージョージア諸島がある。面積は2,971km2あり、国内の島で5番目に大きい。チョイスル州の中核をなす。人口は約20,000人。島の東部では近年ニッケルの鉱山開発が進められている。

## 歴史
1568年、スペインの探検家メンダーニャがチョイスル島を「発見」し、サンマルコス島 (San Marcos) と名づけたが、その後島を訪れる者はなく忘れ去られていた。
1768年、フランスの探検家ブーガンヴィルが「再発見」し、当時の外務大臣エティエンヌ・フランソワ・ド・ショワズール公爵にちなんで命名した。